# 109-я гвардейская стрелковая дивизия
109-я гвардейская стрелковая Бериславско-Хинганская дважды Краснознамённая ордена Суворова дивизия — воинское соединение РККА, принимавшее участие в Великой Отечественной войне в составе 5-й ударной армии, 28-й армии, 44-й армии, 46-й армии, 53-й армии, 56-й армии.

## Полное наименование
109-я гвардейская стрелковая Бериславско-Хинганская Краснознамённая, ордена Суворова дивизия

## Награды и почётные наименования
- Почетное звание «Гвардейская» — присвоено приказом Народного комиссара обороны СССР за проявленную отвагу в боях за Отечество с немецкими захватчиками, за стойкость, мужество, дисциплину и организованность.
- Почетное наименование «Бериславская» — присвоено приказом Верховного Главнокомандующего № 067 от 23 марта 1944 года в ознаменование одержанной победы и отличие в боях при освобождении города Берислав .
- Орден Красного Знамени — награждена указом Президиума Верховного Совета СССР от 1 апреля 1944 года за образцовое выполнение заданий командования в боях при освобождении города Николаева и проявленные при этом доблесть и мужество.[1]
- Орден Суворова II степени — награждена указом Президиума Верховного Совета СССР от 20 апреля 1944 года за образцовое выполнение заданий командования в боях с немецкими захватчиками при освобождении города Одессы и проявленные при этом доблесть и мужество.[2]
- Почетное наименование «Хинганская» — приказом Верховного Главнокомандующего за отличие в боях на Дальнем Востоке при прорыве укреплённых районов, преодолении горного хребта Большой Хинган.

Награды частей дивизии:
- 306-й гвардейский стрелковый Белградский[3] Краснознамённый[4]ордена Богдана Хмельницкого[5] полк
- 309-й гвардейский стрелковый Краснознаменный[6] орденов Суворова[4] и Богдана Хмельницкого[7] полк
- 312-й гвардейский стрелковый Будапештский[8] орденов Кутузова[9] и Александра Невского[7] полк
- 246-й гвардейский артиллерийский Белградский[3] орденов Кутузова[6] и Богдана Хмельницкого[4]полк

## Состав
- 306-й гвардейский стрелковый полк
- 309-й гвардейский стрелковый полк
- 312-й гвардейский стрелковый полк
- 246-й гвардейский артиллерийский полк
- 52-й отдельный гвардейский самоходный артиллерийский дивизион (до 9 августа 1945 года 108-й отдельный гвардейский истребительно-противотанковый дивизион)
- 105-я отдельная гвардейская разведывательная рота
- 116-й отдельный гвардейский сапёрный батальон
- 168-й отдельный гвардейский батальон связи (до 5 ноября 1944 года 140 -я отдельная гвардейская рота связи)
- 601-й (110-й) отдельный медико-санитарный батальон
- 106-я отдельная гвардейская рота химической защиты
- 753-я (107-я) автотранспортная рота
- 676-я (104-я) полевая хлебопекарня
- 712-й (103-й) дивизионный ветеринарный лазарет
- 2293-я (-я) полевая почтовая станция
- 1224-я полевая касса Государственного банка СССР[10]

## Периоды вхождения в состав Действующей армии
- 6 июля 1943 года — 11 мая 1945 года
- 9 августа 1945 года — 3 сентября 1945 года[10]

## Подчинение
| Дата             | Фронт (округ)           | Армия             | Корпус                             | Примечания |
| ---------------- | ----------------------- | ----------------- | ---------------------------------- | ---------- |
| 06.07. 1943 года | Северо-Кавказский фронт | 56-я армия        | 10-й гвардейский стрелковый корпус | -          |
| 01.08.1943 года  | Северо-Кавказский фронт | 56-я армия        | 10-й гвардейский стрелковый корпус | -          |
| 01.09.1943 года  | Северо-Кавказский фронт |                   | 10-й гвардейский стрелковый корпус | -          |
| 01.10.1943 года  | Южный фронт             | 44-я армия        | 10-й гвардейский стрелковый корпус | -          |
| 01.11.1943 года  | 4-й Украинский фронт    | 44-я армия        | 10-й гвардейский стрелковый корпус | -          |
| 01.12.1943 года  | 4-й Украинский фронт    | 28-я армия        | 10-й гвардейский стрелковый корпус | -          |
| 01.01.1944 года  | 4-й Украинский фронт    | 28-я армия        | 10-й гвардейский стрелковый корпус | -          |
| 01.02.1944 года  | 4-й Украинский фронт    | 28-я армия        | 10-й гвардейский стрелковый корпус | -          |
| 01.03.1944 года  | 3-й Украинский фронт    | 28-я армия        | 10-й гвардейский стрелковый корпус | -          |
| 01.04.1944 года  | 3-й Украинский фронт    | 5-я Ударная армия | 10-й гвардейский стрелковый корпус | -          |
| 01.05.1944 года  | 3-й Украинский фронт    | 5-я Ударная армия | 10-й гвардейский стрелковый корпус | -          |
| 01.06.1944 года  | 3-й Украинский фронт    | 5-я Ударная армия | 10-й гвардейский стрелковый корпус | -          |
| 01.07.1944 года  | 3-й Украинский фронт    | 5-я Ударная армия | 10-й гвардейский стрелковый корпус | -          |
| 01.08.1944 года  | 3-й Украинский фронт    | 5-я Ударная армия | 10-й гвардейский стрелковый корпус | -          |
| 01.09.1944 года  | 3-й Украинский фронт    | 46-я армия        | 10-й гвардейский стрелковый корпус | -          |
| 01.10.1944 года  | 2-й Украинский фронт    | 46-я армия        | 10-й гвардейский стрелковый корпус | -          |
| 01.11.1944 года  | 2-й Украинский фронт    | 46-я армия        | 10-й гвардейский стрелковый корпус | -          |
| 01.12.1944 года  | 2-й Украинский фронт    | 46-я армия        | -                                  |            |
| 01.01.1945 года  | 3-й Украинский фронт    | 46-я армия        | 10-й гвардейский стрелковый корпус | -          |
| 01.02.1945 года  | 2-й Украинский фронт    | -                 | 75-й стрелковый корпус             | -          |
| 01.03.1945 года  | 2-й Украинский фронт    |                   | 75-й стрелковый корпус             | -          |
| 01.04.1945 года  | 2-й Украинский фронт    | 46-я армия        | 10-й гвардейский стрелковый корпус | -          |
| 01.05.1945 года  | 2-й Украинский фронт    | 53-я армия        | 18-й гвардейский стрелковый корпус | -          |
| 01.08.1945 года  | Забайкальский фронт     | 53-я армия        | 18-й гвардейский стрелковый корпус | -          |
| 09.08.1945 года  | Забайкальский фронт     | 53-я армия        | 18-й гвардейский стрелковый корпус | -          |
| 03.09.1945 года  | Забайкальский фронт     | 53-я армия        | 18-й гвардейский стрелковый корпус | -          |

## Командиры
- Балдынов, Илья Васильевич, гвардии генерал-майор, (июль 1943 года — сентябрь 1945 года)

## Отличившиеся воины дивизии
Герои Советского Союза:
- Адаменко, Иван Диомидович, гвардии старший сержант, помощник командира взвода 309-го гвардейского стрелкового полка .
- Бакалов, Михаил Ильич, гвардии сержант, наводчик миномёта 309-го гвардейского стрелкового полка.
- Балдынов, Илья Васильевич, гвардии генерал-майор, командир дивизии.
- Велиев, Мирза Давлетович, гвардии старший сержант, командир орудия 309-го гвардейского стрелкового полка.
- Губайдуллин, Миннигали Хабибуллович, гвардии лейтенант, командир пулемётного взвода 309-го гвардейского стрелкового полка.
- Москаленко, Михаил Илларионович, гвардии младший лейтенант, командир огневого взвода 309-го гвардейского стрелкового полка.
- Нестеренко, Иван Максимович, гвардии капитан, заместитель командира батальона 309-го гвардейского стрелкового полка.
- Нестеров, Пётр Андреевич, гвардии лейтенант, командир пулемётного взвода 312-го гвардейского стрелкового полка.
- Сафаров, Арам Аввакумович, гвардии лейтенант, командир роты 309-го гвардейского стрелкового полка.
- Ямщиков, Александр Васильевич, гвардии старшина, командир отделения разведывательного взвода 312-го гвардейского стрелкового полка.